# Głośnik plazmowy

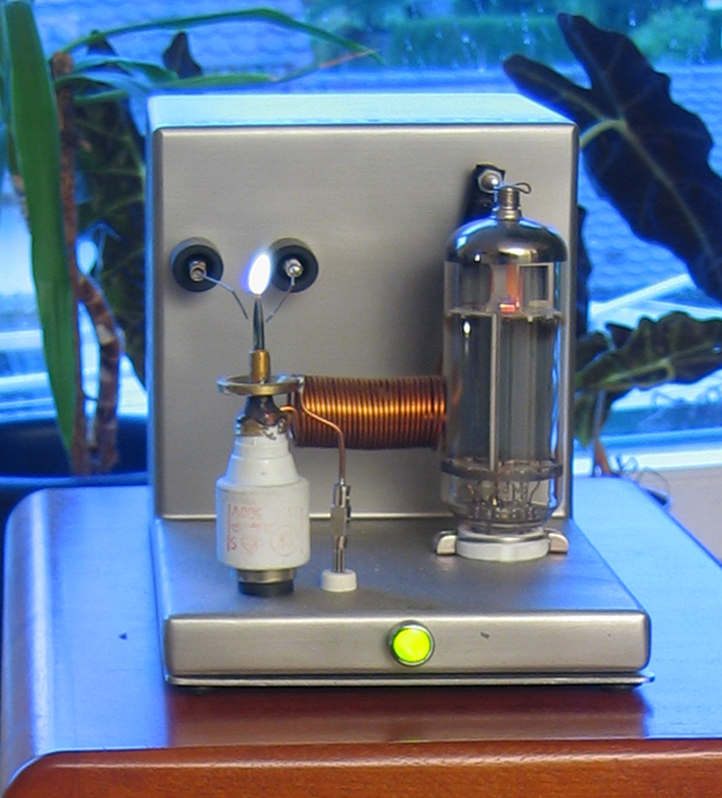
Głośnik plazmowy oparty na lampie elektronowej

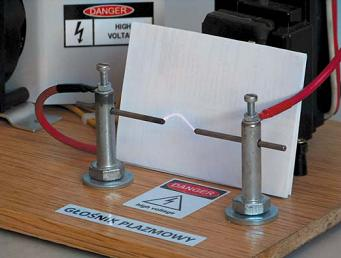
Łuk elektryczny w głośniku plazmowym

Głośnik plazmowy – rodzaj głośnika bezmembranowego, w którym funkcję membrany pełni łuk elektryczny wytwarzający plazmę.

## Historia
W 1946 roku Siegfried Klein użył wyładowania koronowego do wytworzenia dźwięku. Wynalazek zadziałał, a Klein opatentował wynalazek pod francuskim patentem numer 1,041,790 i amerykańskim numer 2,768,246. W 1954 urządzenie było produkowane w USA, a pierwszy głośnik wyprodukowano w 1956 roku.

## Opis
Głośnik plazmowy oparty jest na układzie trafopowielacza wytwarzającym wysokie napięcie elektryczne i łuk elektryczny za pomocą iskrownika. Łuk elektryczny modulowany sygnałem elektrycznym, podawanym z zewnętrznego źródła, wytwarza plazmę, która powoduje zmiany gęstości powietrza. Zmieniające się natężenie prądu płynącego przez łuk elektryczny, powoduje zmiany ciśnienia powstające wskutek zmian temperatury łuku elektrycznego wytwarzającego plazmę. 
Główną zaletą głośników plazmowych jest odtwarzanie częstotliwości sięgających nawet 100 kHz. Wadą głośników plazmowych jest wytwarzanie ozonu, który w dużych ilościach w zamkniętym pomieszczeniu jest szkodliwy dla zdrowia.